# Антоновка (Мазановский район)
В Амурской области также есть Антоновка в Архаринском районе и Антоновка в Завитинском районе.
Анто́новка — село в Мазановском районе Амурской области России. Входит в состав Краснояровского сельсовета.

## География
Село Антоновка стоит на левом берегу реки Бирма, до левого берега Зеи примерно 6 км.
Через Антоновку проходит автодорога областного значения Свободный — Новокиевский Увал — Экимчан — Златоустовск.
Расстояние до районного центра Мазановского района села Новокиевский Увал (через Петровку, Каменку, Белоярово и Мазаново) — 35 км.
Расстояние до административного центра Краснояровского сельсовета села Красноярово — 9 км (на юго-запад, через Леонтьевку).

## История
Село основано в 1906 году. Названо по отчеству землемера Леонтия Антоновича Петрова.

## Население
| 2002 | 2010 | 2012 | 2013 | 2014 | 2015 | 2016 |
| ---- | ---- | ---- | ---- | ---- | ---- | ---- |
| 73   | ↘49  | ↗50  | ↘46  | ↘43  | ↘37  | ↘32  |
| 2017 | 2018 |      |      |      |      |      |
| ↗37  | ↘35  |      |      |      |      |      |

## Улицы
В селе имеется одна улица — Центральная.